# Тюпич Анатолій Дмитрович
Анато́лій Дми́трович Тю́пич (* 1 грудня 1940) — український архітектор-реставратор.

## Біографічні відомості
Працював у Києві в Науково-дослідному інституті теорії та історії архітектури.
Брав участь у комплексному вивченні архітектурних пам'яток Кам'янця-Подільського (серед них — фортеця , Замковий міст, будинок польського магістрату ), розробці проектів їх реставрації. Зокрема, 1961 року як технік брав участь у дослідженні Гончарської башти , 1982 року за його проектом було завершено реставрацію Вірменської дзвіниці .
Досліджуючи замок у Кременці, разом з Євгенією Пламеницькою виявив його давнє муроване ядро IX століття . Також разом з Євгенією Пламеницькою за участі Леоніда Крощенка досліджував Покровську церкву-замок у селі Шарівка Ярмолинецького району для розроблення проекту її реставрації .
Один з авторів проекту регенерації Вірменського ринку в Кам'янці-Подільському (співавтори — Євгенія Пламеницька, Віктор Полегкий; проект не реалізовано) , пристосування Георгіївської церкви в Кам'янці-Подільському під планетарій (діяв у 1983—1990 роках).

## Основні публікації
- Пламеницька Є., Тюпич А. Дослідження фортеці триває [Архівовано 6 березня 2016 у Wayback Machine.]: Вивчаймо рідний край // Прапор Жовтня (Кам'янець-Подільський). — 1968. — 16 січня. — С. 4.
- Крощенко Л. М., Тюпич А. Д. До питання про «городні» Кременецького замку // Український історичний журнал. — 1975. — № 7. — С. 107—113.
- Тюпич А., Хотюн Г. Армянские сооружения Каменца-Подольского // Второй международный симпозиум по армянскому искусству. — Ереван, 1978. — Т. 2. — С. 428—429. (рос.)